# Swetlana Alexandrowna Metkina
Swetlana Alexandrowna Metkina (russisch Светлана Александровна Меткина; * 7. Januar 1974 in Moskau) ist eine russische Schauspielerin.

## Filmografie
- 2014: Heatstroke – Ein höllischer Trip
- 2013: Evidence
- 2007: Trackman
- 2006: Bobby
- 2006: Mein erster Mord
- 2005: The Second Front
- 2005: Slingshot
- 2003: Barbarian
- 1998: Aila